# Текереу (Хунедоара)
Текереу (рум. Techereu) насеље је у Румунији у округу Хунедоара у општини Балша. Oпштина се налази на надморској висини од 476 m.

## Становништво
Према подацима из 2002. године у насељу је живело 64 становника, од којих су сви румунске националности.